# بخش اوئه، توکوشیما
بخش اوئه، توکوشیما (به ژاپنی: 麻植郡 Oe-gun) یک بخش از ولایت آوا امروزه استان توکوشیما در ژاپن بود. در سال ۲۰۰۳ میلادی ۴۶٬۲۳۱ نفر جمعیت داشت.